# Zenyattà Mondatta
Albums de The Police
Reggatta de Blanc
(1979) Ghost in the Machine
(1981)
Zenyattà Mondatta est le troisième album studio du groupe de rock anglais The Police, sorti le 3 octobre 1980 sur le label A&M Records. Il est co-produit avec le britannique Nigel Gray. Le disque a été enregistré aux studios Wisseloord à Hilversum aux Pays-Bas durant l'été 1980. Une grande partie des chansons ont été écrites et composées par Sting. Les deux singles de l'album sont Don't Stand So Close to Me (N°1 à sa sortie au Royaume-Uni) et l'assez inepte, mais populaire De Do Do Do, De Da Da Da. L'opus a reçu de bonnes critiques à sa sortie et a été suivi par une tournée triomphale intitulée le Zenyattà Mondatta Tour entre août 1980 et février 1981. L'album a obtenu deux Grammy Awards en 1982. Il est néanmoins devenu avec le temps le disque le plus sous-estimé de The Police.

## Description de l'album
L'album possède un titre plurilingue, comme les deux précédents. C'est un mélange des mots zen et monde associés aux dernières lettres du nom de famille de Jomo Kenyatta, premier ministre (1963/1964) puis président du Kenya de 1964 à 1978.
La pochette orangée se démarque des deux précédents albums. Au centre, dans un triangle bleu, les trois membres du groupe ne regardent plus dans la même direction, comme sur Outlandos d'Amour et Reggatta de Blanc. Des tensions sont en effet apparues durant l'enregistrement.
Composé de onze titres, Zenyattà Mondatta est un album assez court de 38 minutes environ. Une grande part de la sève et de la fraîcheur punk des deux premiers opus a disparu. Il est influencé par la world music, et aussi le plus politisé des cinq albums du groupe (Driven To Tears fait référence à la famine en Afrique). Il contient deux singles : Don't Stand So Close to Me (No 1 au Royaume Uni) qui parle d'une équivoque sexuelle entre un professeur et une de ses élèves et le populaire De Do Do Do, De Da Da Da, un hommage ironique aux paroles faciles à retenir et à chanter des tubes du passé, comme Ob-La-Di, Ob-La-Da des Beatles.
Pour l'anecdote, Sting a refusé de jouer de la basse sur l'instrumental Behind My Camel, écrit par Andy Summers (qui le remplacera sur cet instrument). C'est la seule chanson des Police sur laquelle Sting n'a pas joué. De plus, Sting, Stewart Copeland, le producteur et l'ensemble des techniciens ne voulaient pas l'intégrer sur le disque. C'est alors qu'Andy Summers a menacé de quitter le groupe. Finalement, le morceau a été intégré sur l'album.

## Réception
À sa sortie, l'album a été no 1 au Royaume-Uni et no 5 aux États-Unis. Il a obtenu de bonnes critiques. Le disque a remporté 2 Grammy Awards en 1982 : celui de la meilleure performance rock par un duo ou un groupe vocal pour Don't Stand So Close to Me et la meilleure performance rock instrumentale pour Andy Summers et son morceau Behind My Camel.
En 2007, Zenyatta Mondatta s'est vendu à 4 310 000 exemplaires en Europe, ce qui le place en 171e place des albums les plus vendus sur ce continent.
De nos jours, l'album est généralement considéré comme le moins bon album de The Police. Sting reconnaît lui-même que ce n'est pas une grande réussite artistique. C'est le seul disque de The Police qui ne se trouve pas dans l'ouvrage Les 500 meilleurs albums de tous les temps de Rolling Stone. Néanmoins, Zenyattà Mondatta est agréable à écouter et AllMusic lui donne même la note maximale de 5 étoiles.

## Liste des chansons
Toutes les chansons sont écrites et composées par Sting sauf celles indiquées.
1. Don't Stand So Close to Me – 4:04
2. Driven to Tears – 3:20
3. When the World Is Running Down, You Make the Best of What's Still Around (en) – 3:38
4. Canary in a Coalmine – 2:26
5. Voices Inside My Head – 3:53
6. Bombs Away (Stewart Copeland) – 3:09
7. De Do Do Do, De Da Da Da – 4:09
8. Behind My Camel (Andy Summers) – 2:54
9. Man in a Suitcase – 2:19
10. Shadows in the Rain – 5:02
11. The Other Way of Stopping (Stewart Copeland) – 3:22

## Personnel
The Police
- Sting – basse (partout sauf sur 8), chant, chœurs, synthétiseur
- Andy Summers – guitare, piano (4), synthés (8), basse (8), chœurs
- Stewart Copeland – batterie, chœurs

## Classements hebdomadaires
| Classement (1980-1981)        | Meilleure place |
| ----------------------------- | --------------- |
| Allemagne (Media Control AG)  | 5               |
| Australie (Kent Music Report) | 1               |
| Autriche (Ö3 Austria Top 40)  | 14              |
| États-Unis (Billboard 200)    | 5               |
| France (SNEP)                 | 1               |
| Norvège (VG-lista)            | 16              |
| Nouvelle-Zélande (RIANZ)      | 3               |
| Pays-Bas (Mega Album Top 100) | 2               |
| Suède (Sverigetopplistan)     | 8               |
| Royaume-Uni (UK Albums Chart) | 1               |

## Certifications
| Pays                    | Certification | Date       | Unités certifiées |
| ----------------------- | ------------- | ---------- | ----------------- |
| Allemagne (BVMI)        | Or            | 1980       | 250 000           |
| Canada (Music Canada)   | Platine       | 01/12/1980 | 100 000           |
| États-Unis (RIAA)       | 2 × Platine   | 17/12/2001 | 2 000 000         |
| France (SNEP)           | Platine       | 1981       | 400 000           |
| Nouvelle-Zélande (RMNZ) | Platine       | 1981       | 15 000            |
| Royaume-Uni (BPI)       | Platine       | 03/10/1980 | 300 000           |